# Asaph
Asaph  è un nome proprio di persona inglese maschile.

## Origine e diffusione
Il nome ha una doppia origine. Da una parte si tratta di un nome di origine e tradizione biblica, portato da alcuni personaggi di minore importanza nell'Antico Testamento: tale nome deriva dall'ebraico אָסָף (Asaf), che vuol dire "collezionista" o "egli ha collezionato".
In secondo luogo, è il nome portato da un santo gallese da cui prendono il nome svariate cittadine, tra le quali St Asaph; questo nome, di origine oscura, è forse collegato a quello del dio celtico Esus, di cui il santo stesso potrebbe essere una rielaborazione in chiave cristiana; il nome di Esus risale molto probabilmente al celtico wesu, "eccellente", "nobile", o forse al protoindoeuropeo hausos, "alba".

## Onomastico
L'onomastico si può festeggiare il 1º maggio in memoria di sant'Asaph o Asaf, vescovo di Llanelwy, poi rinominata St Asaph.

## Persone

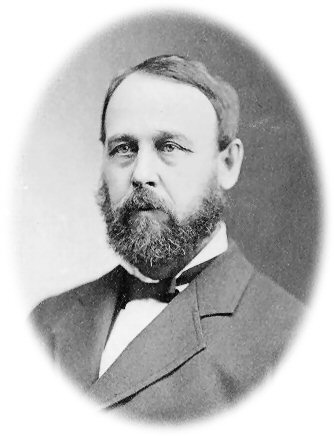
Asaph Hall

- Joel Asaph Allen, zoologo e ornitologo statunitense
- Asaph Hall, astronomo statunitense

### Variante Asaf
- Asaf Avidan, cantautore e musicista israeliano
- Asaf Dayan, vero nome di Assi Dayan, attore, sceneggiatore, regista e produttore israeliano